# Ривьер, Мари
Мари Ривьер (фр. Marie Rivière; р. 22 декабря 1956, Монтрёй) — французская актриса.

## Биография
Известна, в основном, как «ромеровская» актриса.
Происходит из рабочей семьи. Выросла в Монтрёе, работала учительницей, затем продавщицей. В 21 год, увидев фильм «Любовь после полудня», отправила свое фото Эрику Ромеру. Режиссёр принял её в своем бюро в компании Les Films du Losange в присутствии Ариэль Домбаль и Фабриса Лукини, и предложил небольшую роль в «Персевале Валлийце». Через два года сыграла Анну в фильме «Жена авиатора», а в 1986 году свою самую известную роль — Дельфины в картине «Зеленый луч», за которую на Венецианском кинофестивале 1986 года была награждена премией Пазинетти за лучшую женскую роль.
В 1998 году исполнила последнюю крупную роль у Ромера — Изабель в фильме «Осенняя сказка», где её партнершей была другая «ромеровская» актриса, Беатрис Роман.
За пределами ромеровского кинематографа, как это обычно бывало с исполнительницами в его фильмах, актрисе не предлагали значительных ролей. Мари Ривьер, в основном, играет эпизодические роли, в том числе в картинах Франсуа Озона и Валерии Бруни-Тедески.
В 2011 году сняла документальный фильм «В компании Эрика Ромера», с участием Ариэль Домбаль, Фабриса Лукини, Дианы Баратье, Франсуазы Этчегарай, Валерии Бруни-Тедески, Франсуа Озона, Стефани Крейянкур, Мэри Стефен.
Состояла в связи с бывшим налетчиком Роже Кнобельсписом, ставшим актёром и писателем. Имеет от него сына. Добивалась освобождения Кнобельсписа после очередного ареста за ограбление банка и перестрелку с полицией, о чём рассказала в своем романе «Любовь к сидельцам» (Un amour aux assises, Bernard Barrault, 1988).

## Фильмография

### Актриса
- 1978 — Персеваль Валлиец / Perceval le Gallois, (реж. Эрик Ромер) — дева / дама / дочь Гарена
- 1978 — Жизнь, как она есть / La Vie comme ça, (телефильм, реж. Жан-Клод Бриссо)
- 1978 — Доверие за доверие / Confidences pour confidences, (реж. Паскаль Тома) (в титрах не указана)
- 1980 — Кетхен из Хайльбронна / Catherine de Heilbronn, (телефильм, реж. Эрик Ромер) — Бригитта
- 1981 — Жена авиатора / La Femme de l'aviateur, (реж. Эрик Ромер) — Анна
- 1981 — Жизнь других / La vie des autres (телесериал) — Катрин Сарразен
- 1982 — Чехарда / Chassé-croisé, (реж. Ариэль Домбаль)
- 1982 — Синематон № 172 / Cinématon № 172, (реж. Жерар Куран)
- 1982 — Синематон № 173 / Cinématon № 173, (реж. Жерар Куран)
- 1983 — Розетта выходит вечером / Rosette sort le soir, (к/м, реж. Розетта) — Мари
- 1983 — Жизнь — это роман / La vie est un roman, (реж. Ален Рене)
- 1984 — Потеря рассудка / Raison perdue, (телефильм, реж. Мишель Фавар) — Пола
- 1985 — Розетта торгует розами / Rosette vend des roses, (к/м, реж. Розетта) — подруга Розетты
- 1985 — Швейцарское безумие / Folie suisse, (реж. Кристин Липинска) — Анна Добиньи
- 1986 — Синяя борода / La Barbe-bleue (телефильм, реж. Ален Феррари) — шестая мертвая
- 1986 — Зелёный луч / Le Rayon vert, (реж. Эрик Ромер) — Дельфина
- 1986 — Смех Каина / Le rire de Caïn (мини-сериал)
- 1987 — Ночь кукушки / La nuit du coucou (телефильм, реж. Мишель Фавар) — Франсуаза
- 1987 — Розетта ищет комнату / Rosette cherche une chambre, (к/м, реж. Розетта) — Флоранс
- 1987 — Четыре приключения Ренетт и Мирабель / 4 aventures de Reinette et Mirabelle, (реж. Эрик Ромер) — мошенница
- 1987 — Ночная сторона / Côté nuit (к/м, реж. Жан-Батист Юбер)
- 1988 — Счастье расходится широко / Le Bonheur se porte large, (реж. Алекс Метайе)
- 1988 — Розетта крадет у воров / Rosette vole les voleurs (к/м, реж. Розетта) — подруга Розетты
- 1988 — Неподвижные борцы / Les Lutteurs immobiles, (телефильм, реж. Андре Фарважи)
- 1989 — Папа уехал, мама тоже / Papa est parti, maman aussi, (реж. Кристин Липинска)
- 1990 — Семимильные сапоги / Les bottes de sept lieues (телефильм, реж. Эрве Басле)
- 1991 — Сон Адриена / Le Sommeil d'Adrien, (к/м, реж. Каролин Шанпетье)
- 1991 — Папарофф / Paparoff (телесериал)
- 1992 — Зимняя сказка / Conte d'hiver, (реж. Эрик Ромер) — Дора
- 1993 — Украденная тетрадь / Le Cahier volé, (реж. Кристин Липинска) — Люси
- 1993 — Пары и любовники / Couples et amants, (реж. Джон Львофф) — Жюльетт
- 1995 — Мюриель разочаровывает родителей / Muriel fait le désespoir de ses parents, (реж. Филипп Фокон) — мать Мюриель
- 1995 — Семеро ждут / Sept en attente, (реж. Франсуаза Этчегарай)
- 1996 — Близнецы / Les jumeaux, (к/м, реж. Катрин Кляйн)
- 1998 — Осенняя сказка / Conte d'automne, (реж. Эрик Ромер) — Изабель
- 1999 — Салон красоты «Венера» / Vénus beauté (institut), (реж. Тони Маршаль) — клиентка в полусапожках
- 2000 — Девушки не умеют плавать / Les filles ne savent pas nager, (реж. Анн-Софи Биро) — Анн-Мари
- 2000 — Самия / Samia, (реж. Филипп Фокон) — советница по ориентации
- 2000 — Мари-Лин / Marie-Line, (реж. Мехди Шареф) — Луиза
- 2001 — Настоящее время / Le Temps qu'il fait, (к/м, реж. Никола Леклер)
- 2001 — Англичанка и герцог / L'Anglaise et le Duc, (реж. Эрик Ромер) — мадам Лоран
- 2001 — Интерпелляция / L'Interpellation, (телефильм, реж. Марко Поли) — Элен Брюнель
- 2003 — Анна, 3 и 2 кило / Anna, 3 kilos 2 (к/м, реж. Лоретт Польманс)
- 2003 — Другой человек / Un autre homme, (к/м, реж. Катрин Кляйн)
- 2003 — Нулевой дефект / Zéro défaut, (реж. Пьер Шоллер) — Симона
- 2003 — Метро / Clandestino, (реж. Поль Мюксель) — кондукторша
- 2005 — Оставшееся время / Le Temps qui reste, (реж. Франсуа Озон) — мать
- 2005 — Моя жизнь в воздухе / Ma vie en l'air, (реж. Реми Безансон) — мать Шарлотты
- 2005 — Красное канапе / Le Canapé rouge, (к/м, реж. Эрик Ромер и Мари Ривьер)
- 2005 — Тайные сказки, или Ромеровцы / Les contes secrets ou les Rohmériens (д/ф, реж. Мари Бине) — играет себя
- 2007 — Любовь Астреи и Селадона / Les Amours d'Astrée et de Céladon, (реж. Эрик Ромер) — мать Селадона
- 2007 — Актрисы / Actrices, (реж. Валерия Бруни-Тедески) — костюмерша
- 2007 — Женщина, женщина / Femme femme, (к/м, реж. Марина Дек) — Анни
- 2009 — Переправа желания / La traversée du désir, (д/ф, реж. Ариэль Домбаль) — играет себя
- 2010 — Убежище / Le Refuge, (реж. Франсуа Озон) — женщина на пляже
- 2010 — Memory Lane (реж. Микаэль Эрс) — Од
- 2010 — В компании Эрика Ромера / En compagnie d'Éric Rohmer, (д/ф, реж. Мари Ривьер) — играет себя
- 2011 — Утопленница / La Noyée, (к/м, реж. Матье Иппо) — Элиза
- 2012 — Lupa, (к/м, реж. Клементин Пуадатц)
- 2012 — Под снегом / Sous la neige, (к/м, реж. Орельен Эро) — мать
- 2012 — Эль Тюрриф / El Turrrf, (к/м, реж. Луи-Ронан Шуази) — Сюзанна
- 2013 — Прекрасные дни / Les Beaux Jours, (реж. Марион Верну) — Жослин
- 2013 — Замок в Италии / Un château en Italie, (реж. Валерия Бруни-Тедески) — мать Натана
- 2013 — Где я оставила свою невинность / Où je mets ma pudeur, (к/м, реж. Себастьен Байи) — преподавательница
- 2013 — Страх / La peur, (к/м, реж. Грегуар Понтекай)
- 2014 — Мадлен и два апача / Madeleine et les deux Apaches, (к/м, реж. Кристель Лёрё) — Мадлен
- 2014 — Хочешь или нет? / Tu veux ou tu veux pas, (реж. Тони Маршаль) — Мартина
- 2014 — Крольчонок / Petit lapin, (к/м, реж. Юбер Вьель) — мать Эвы
- 2015 — Горностай / L'Hermine, (реж. Кристиан Венсан) — Мари-Лор Расин
- 2015 — Две женщины в кино / Deux femmes au cinéma, (к/м, реж. Матье Иппо)
- 2015 — Это чувство лета / Ce sentiment de l'été, (реж. Микаэль Эрс) — Аделаида
- 2016 — Страстно / Éperdument, (реж. Пьер Годо) — мать Анны
- 2023 — Только ты и я / 'L'Amour et les Forêts, (реж. Валери Донзелли) — мать Бланш и Роз

### Режиссёр
- 1993 — Правило молчания / La Règle du silence (телефильм)
- 2005 — Красное канапе / Le Canapé rouge, (к/м, совместно с Эриком Ромером)
- 2010 — В компании Эрика Ромера / En compagnie d'Éric Rohmer (д/ф)